# Warnie Kępy
Warnie Kępy – wyspa w północno-zachodniej Polsce, między Starą Świną a jeziorem Wicko Wielkie. Wyspa nie jest zamieszkana. 
Przy południowo-wschodnim brzegu wyspy biegnie Byczy Rów, który oddziela ją od wyspy Gęsia Kępa. Wyspa wchodzi w obszar Wolińskiego Parku Narodowego. Administracyjnie należy do obszaru miasta Świnoujście. 
Do 1945 r. stosowano niemiecką nazwę wyspy Warnitz-Wiesen. W 1949 r. ustalono urzędowo polską nazwę Warnie Kępy.